# Schloss Güterfelde

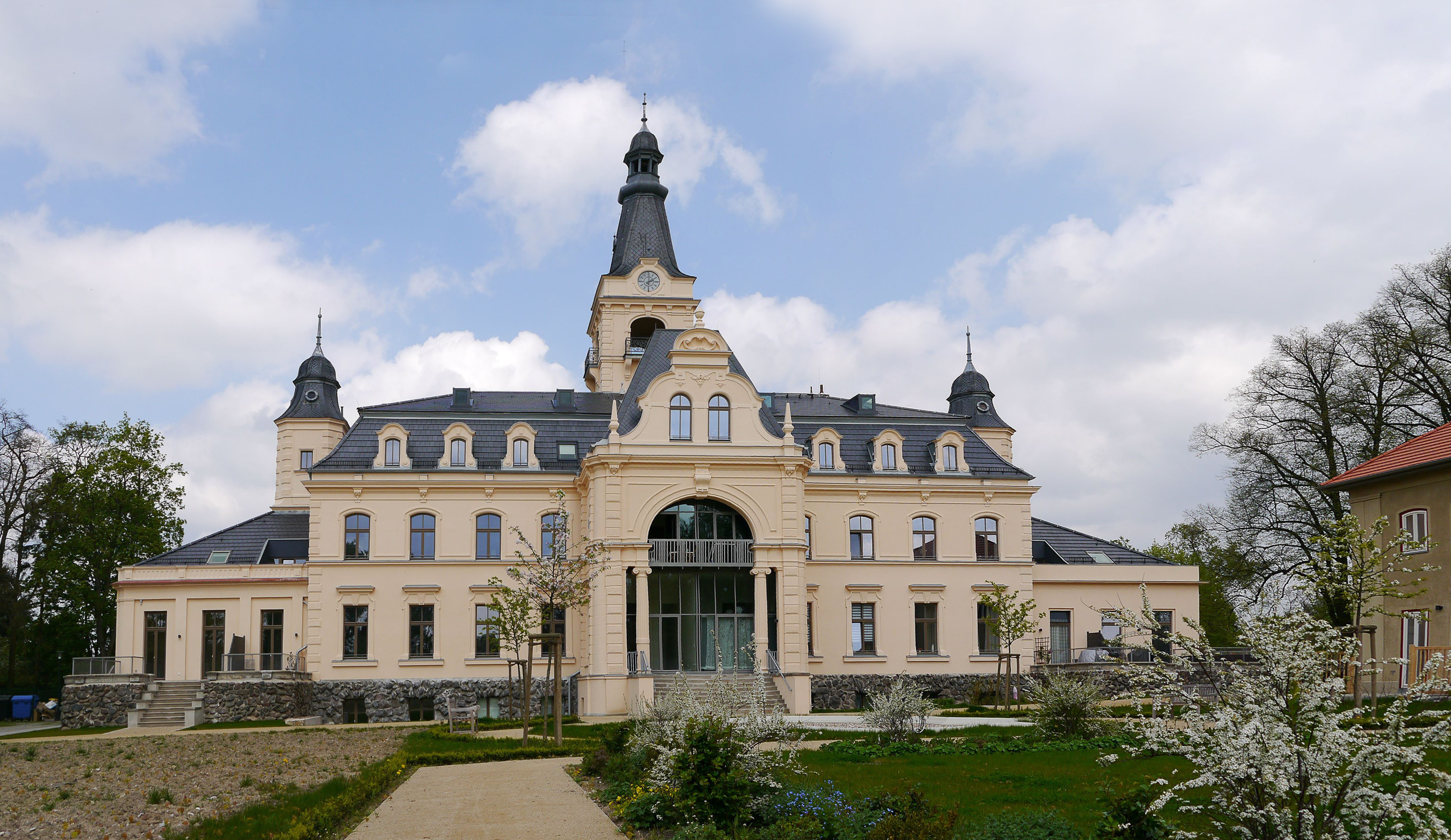
Ansicht von Schloss und Lehmbau von Südwesten nach der Sanierung (2014).

Schloss Güterfelde (bis 1937: Schloss Gütergotz) ist ein Schloss in Güterfelde bei Potsdam im Bundesland Brandenburg. Es wurde 1803 bis 1804 nach Plan von David Gilly erbaut und in der zweiten Hälfte des 19. Jahrhunderts umgestaltet. Von 2012 bis 2014 wurden das Schloss und der zugehörige Lehmbau von 1952 zur Eigentumswohnanlage Château de Roon umgebaut. Beide Gebäude stehen seit 1986 unter Denkmalschutz.

## Geschichte

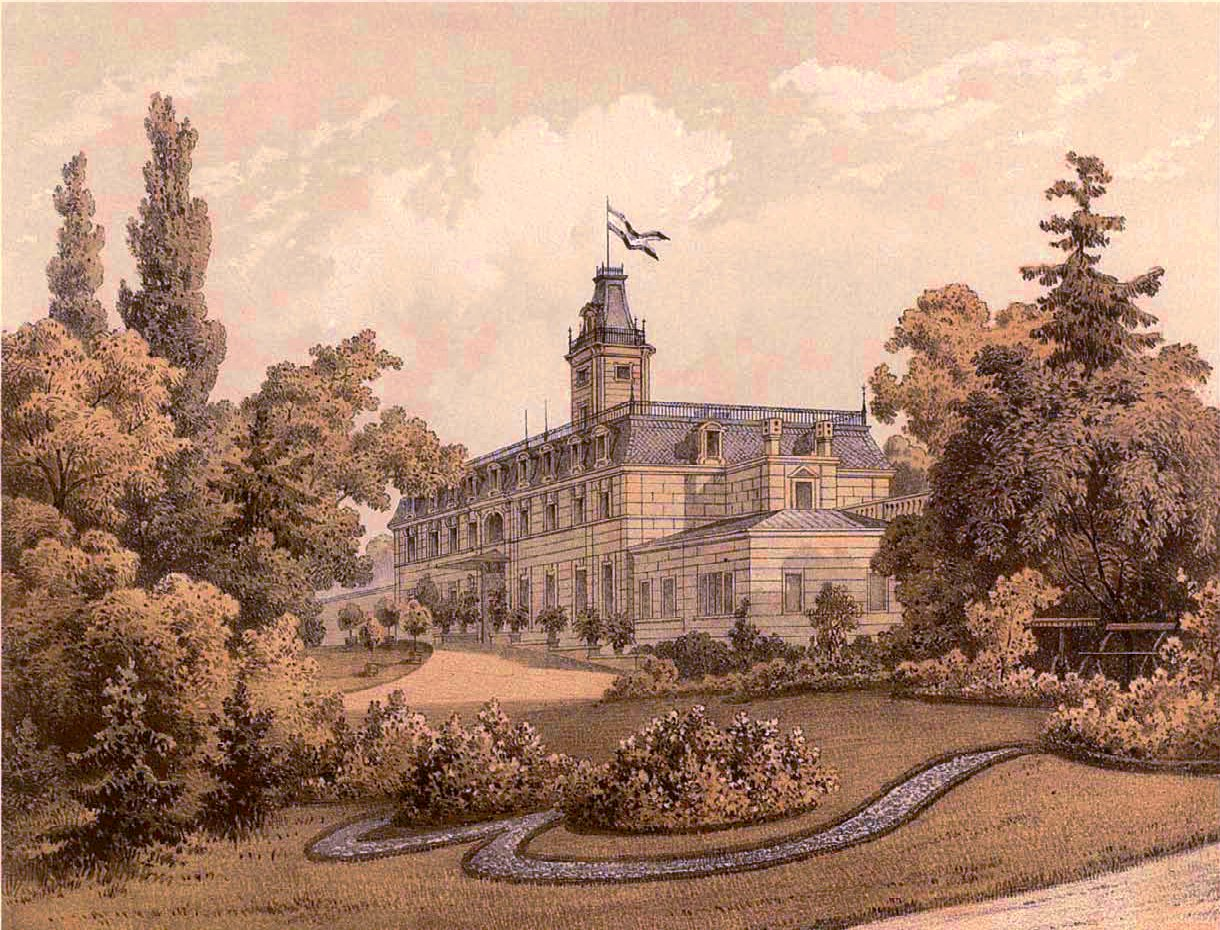
Ansicht von Nordwesten nach dem Umbau unter Albrecht von Roon (um 1875).

### Bürger- und Adelsschloss
August Friedrich Grothe-Buckow (1753–1815), Leiter der staatlichen Lotterien im Königreich Preußen, tauschte 1803 seine Ländereien in Rudow für Gütergotz ein. Auf seinem neuen Besitz ließ der Patronatsherr bis 1804 nach Plänen des Architekten David Gilly ein Schloss mit Park und Gutshof errichten.
Nach mehreren Besitzerwechseln, u. a. war der Landrat des Kreises Teltow, Leopold von Albrecht (1797–1873) Eigentümer, kam das Schloss 1868 an den preußischen Kriegsminister Albrecht von Roon, der es in Anlehnung an die Sommerfrische der wohlhabenden Römer als sein „Brandenburgisches Tusculum“ bezeichnete. Da das Anwesen über die Jahrzehnte verwahrlost war, waren umfangreiche Umbaumaßnahmen nötig. Dazu sagte von Roon selbst: „Das schwere und massive Herrenhaus hat seit seiner Erbauung vor 65 Jahren schwerlich niemals einen Bauhandwerker gesehen. In gewisser Weise großartig, aber unzweckmäßig von dem einst berühmten Gilly erbaut, bedurfte es einer gänzlichen Reformation in Haupt und Gliedern.“ In der Folge wurden die Fassaden des Schlosses nach Plan eines unbekannten Architekten im Stil der französischen Neorenaissance umgestaltet.
Schon 1873 veräußerte von Roon sein Schloss an den Bankier Gerson von Bleichröder, dieser bestimmte dazu formell keinen Erben. Aber er leitete alsbald eine Neugestaltung des Herrenhauses in Formen der französischen, deutschen und italienischen Neorenaissance in die Wege. Der Bauherr ließ sich bei der Planung offenbar vom Umbau des Schloss Ferrières anregen, den der von ihm verehrte Jakob Rothschild 1855 in Auftrag gegeben hatte. Den Park gestaltete der königliche Oberhofgärtner Theodor II. Nietner um.

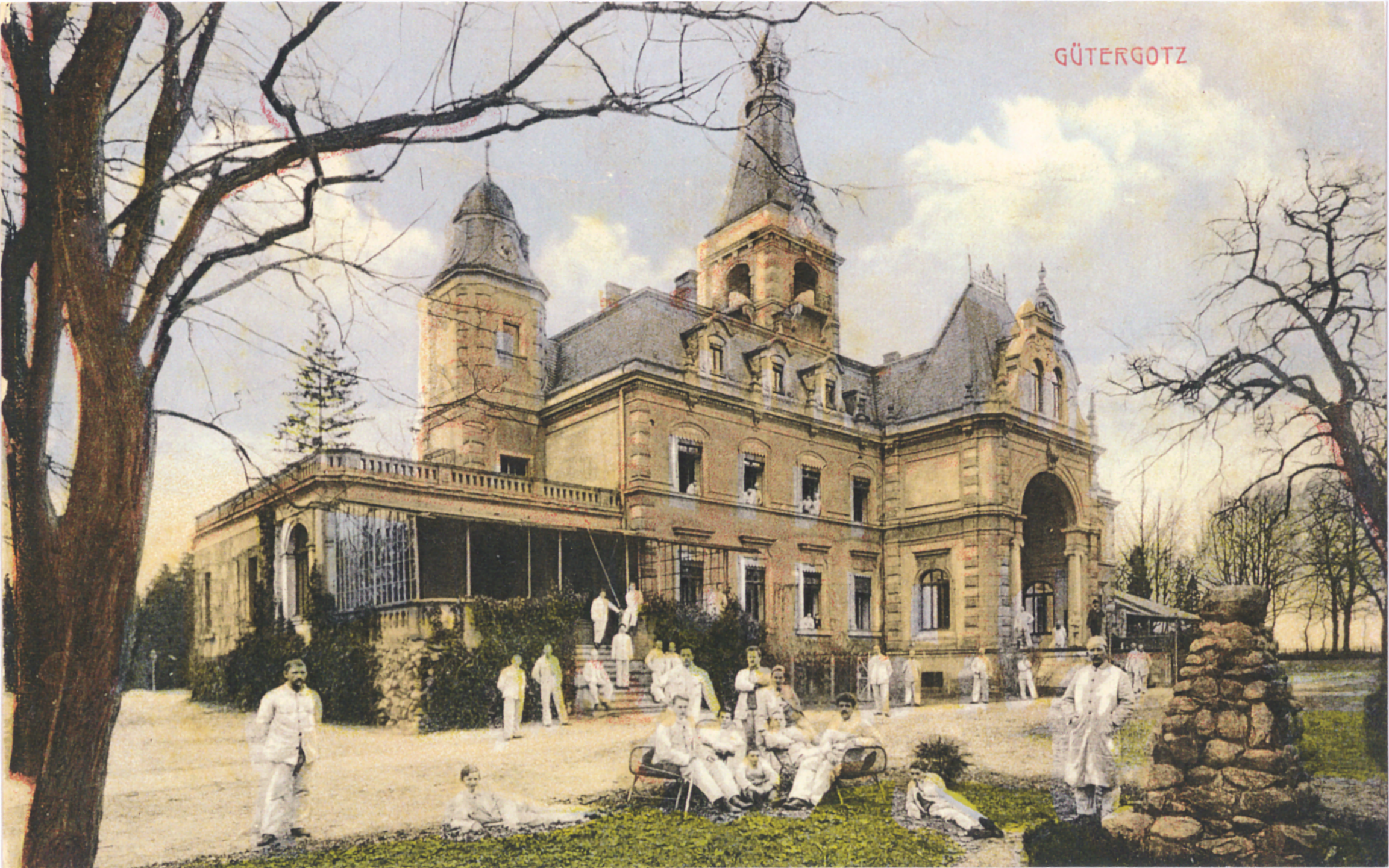
Ansichtskarte während der Nutzung als Sanatorium (gelaufen 1914).

1879 betrug der Gütergötzer Gutsbesitz 670 ha. Dazu gehörten 14 ha Wasserfläche sowie 334 ha Forsten.

### Umnutzungen
Nach von Bleichröders Tod wechselte Schloss Gütergotz erneut den Besitzer. 1894 richtete die Invaliditäts- und Altersversicherungsanstalt Berlin dort ein Sanatorium für Lungenkranke ein. Nachdem es ab 1927 als Stabsquartier der Reichswehr gedient hatte, nutzte es ab 1933 die Sturmabteilung (SA) als Ausbildungsstätte.
Die Sowjetarmee übergab das Gebäude 1952 als Volkseigentum an die DDR, die dort ein Seniorenheim einrichtete. Im selben Jahr erprobte die Bauakademie der DDR im früheren Schlosspark die Möglichkeiten der Lehmstampfbauweise. Im Rahmen dieses Projekts entstand der so genannte Lehmbau. Im Nordosten des Schlosses wurde später ein Heizhaus errichtet. Das Altenheim diente 1985 als Drehort für den Kriminalfilm Polizeiruf 110: Treibnetz.

### Sanierung
Nach Aufgabe des Altenheims erwarb 2010 das durch Erik Roßnagel vertretene Unternehmen terraplan aus Nürnberg Schloss und Lehmbau. Unter Leitung des Berliner Architekten Uwe Licht vom Büro raumwandler.de wurden die Gebäude in 36 Eigentumswohnungen mit dem Namen Château de Roon umgebaut. Die Planung für die Neugestaltung des südlichen Abschnittes des Schlossparks übernahm das Büro für Grünplanung Oehm & Herlan aus Nürnberg, den Ausbau der Innenräume der Berliner Innenarchitekt Eugen Gehring. Die Bauarbeiten begannen im Januar 2012 und waren Anfang 2014 abgeschlossen.
Es ist geplant, auch den nördlichen Teil des Schlossparks in Anlehnung an die historischen Pläne Nietners wiederherzustellen. Ferner ist  an der Westseite des Schlossparks der Neubau von vier weiteren Doppelhäusern, die die Formen der ländlichen märkischen Architektur modern interpretieren, vorgesehen.

## Architektur

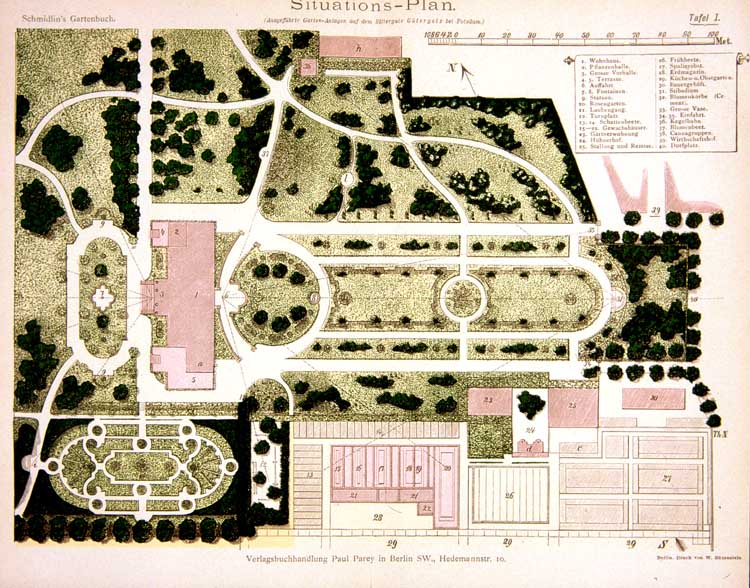
Plan des Gütergotzer Schlossparks nach der Umgestaltung durch Theodor II. Nietner (1870er Jahre).

### Gesamtanlage und Schlosspark
Die Schlossanlage David Gillys von 1804 folgte den grundlegenden Forderungen des Klassizismus nach Symmetrie, Axialität, Weite und Klarheit in den Formen. Das Schloss wurde auf einer Achse mit der Gütergotzer Dorfkirche errichtet. Der Wohnsitz des Patronatsherrn und der Kirche, deren Schirmherr er war, traten damit in eine Sichtbeziehung. Zwischen den beiden städtebaulichen Dominanten von Gütergotz zog sich der nördliche, als Allee gestaltete Teil des Schlossparks mit seitlichen Wegen entlang. Die symmetrische Anlage des 19. Jahrhunderts ist bis heute in ihren Grundzügen bewahrt geblieben. Auch Theodor II. Nietner berücksichtigte sie bei seiner Neufassung ab 1873. Er gestaltete den nördlichen Parkbereich symmetrisch im Sinne des formalen Barockgartens; die übrigen Parkbereiche waren als Landschaftsgarten mit Pleasuregrounds und Rosarium (an Stelle des heutigen Heizhauses) angelegt.
Bei der Errichtung des Lehmbaus 1952 nahm man Rücksicht auf die symmetrische Gesamtanlage: Der Neubau entstand an der Ostseite des südlichen Schlossparkabschnitts im rechten Winkel zum historischen Schloss und flankiert den Park wie ein Nebenflügel, dem jedoch bisher ein Pendant auf der gegenüberliegenden westlichen Parkseite fehlt. Dieses soll im Rahmen der Neubebauung an der Westseite des Schlossparks ergänzt werden.

### Architektur
Vom ursprünglichen Schloss sind der Sockel aus Feldsteinen und die streng symmetrische Grundstruktur mit zentralem Turm erhalten geblieben. Bei den Umbauten unter Albrecht von Roon und Gerson von Bleichröder erhielten die ursprünglich schlicht verputzten Fassaden eine Gliederung im Stil der Neorenaissance mit Rustika, Gesimsen, Pilastern und Schweifgiebeln. Auf den Seitenflügeln wurden ebenfalls kleinere Türme errichtet, das Hauptgebäude mit einem Walmdach versehen, der Hauptturm erhöht und zur Gartenseite ein Risalit mit Bogenöffnung über zwei Stockwerke angefügt. Bei der Sanierung wurden die beiden Seitenflügel in Anlehnung an den Entwurf von David Gilly wieder mit abgewalmten Dächern mit eingeschnittenen Dachterrassen versehen.
Der Lehmbau besticht durch seine enge Anlehnung an die Architektur des Schlosses. Seine Gestaltung entspricht der eher konservativen Haltung der Architektur in der DDR der 1950er Jahre, wie sie sich zum Beispiel an der Neubebauung der Ernst-Thälmann-Straße in Neubrandenburg zeigt.

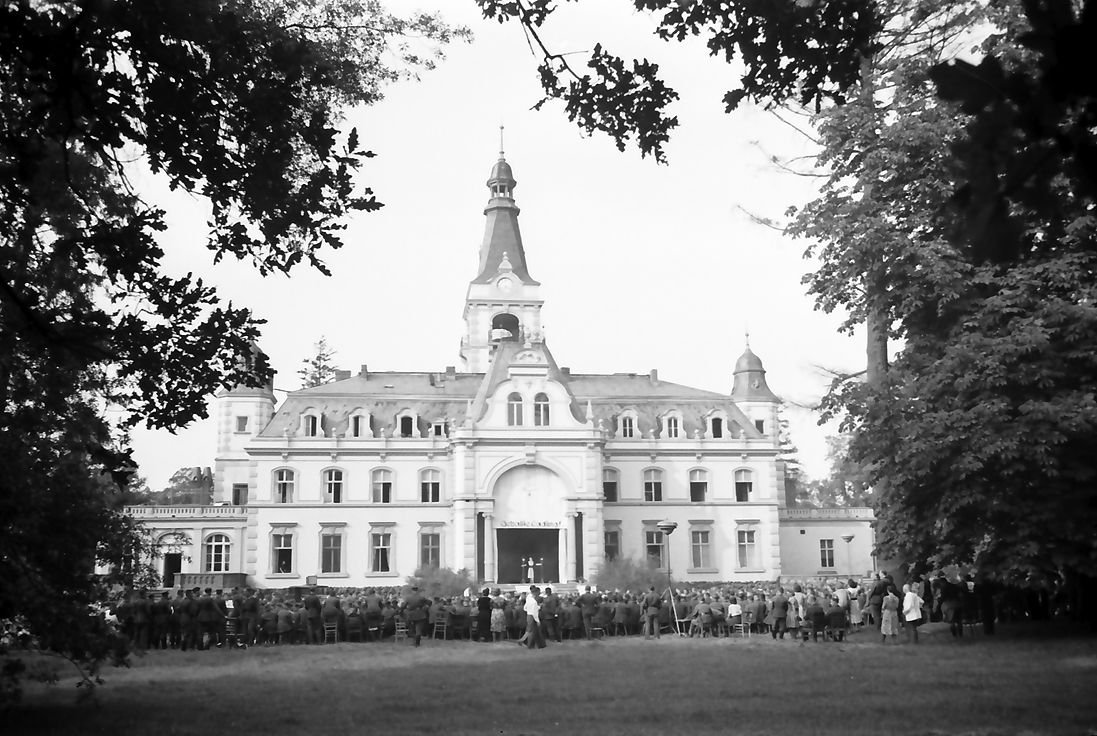
Ansicht des Schlosses von Süden (1942).
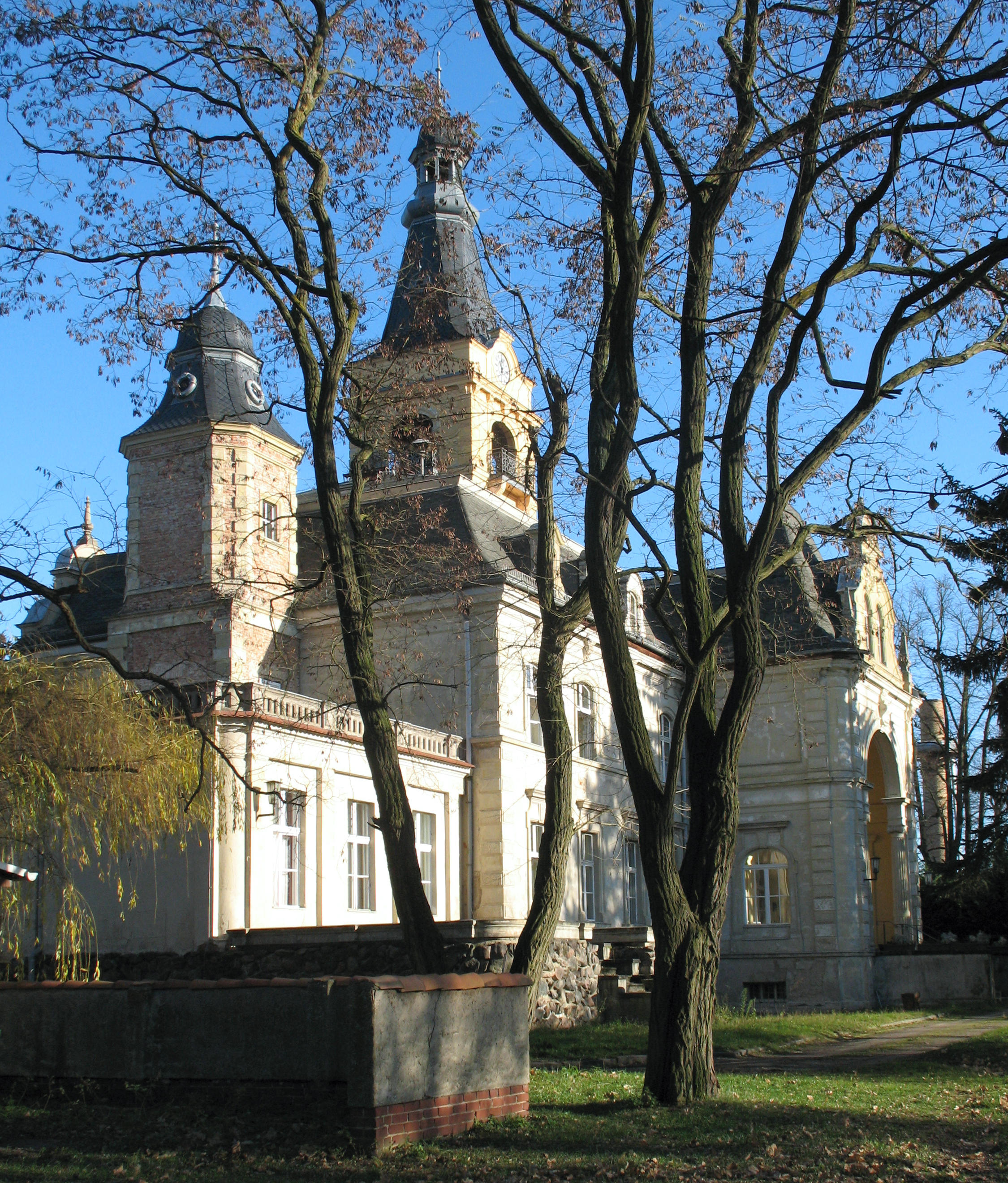
Schloss vor der Sanierung (2009).
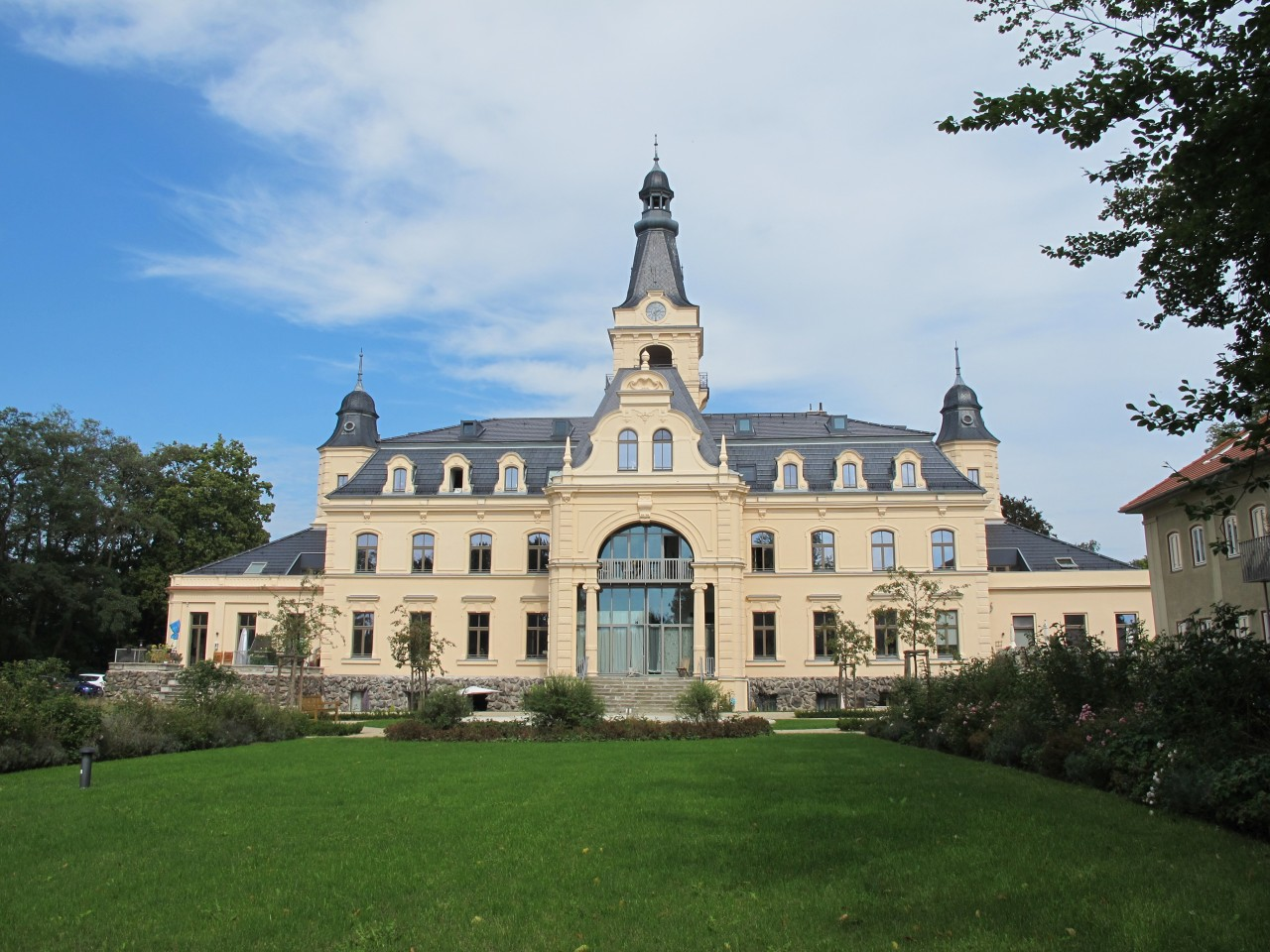
Ansicht des Schlosses von Süden nach der Sanierung (2015).
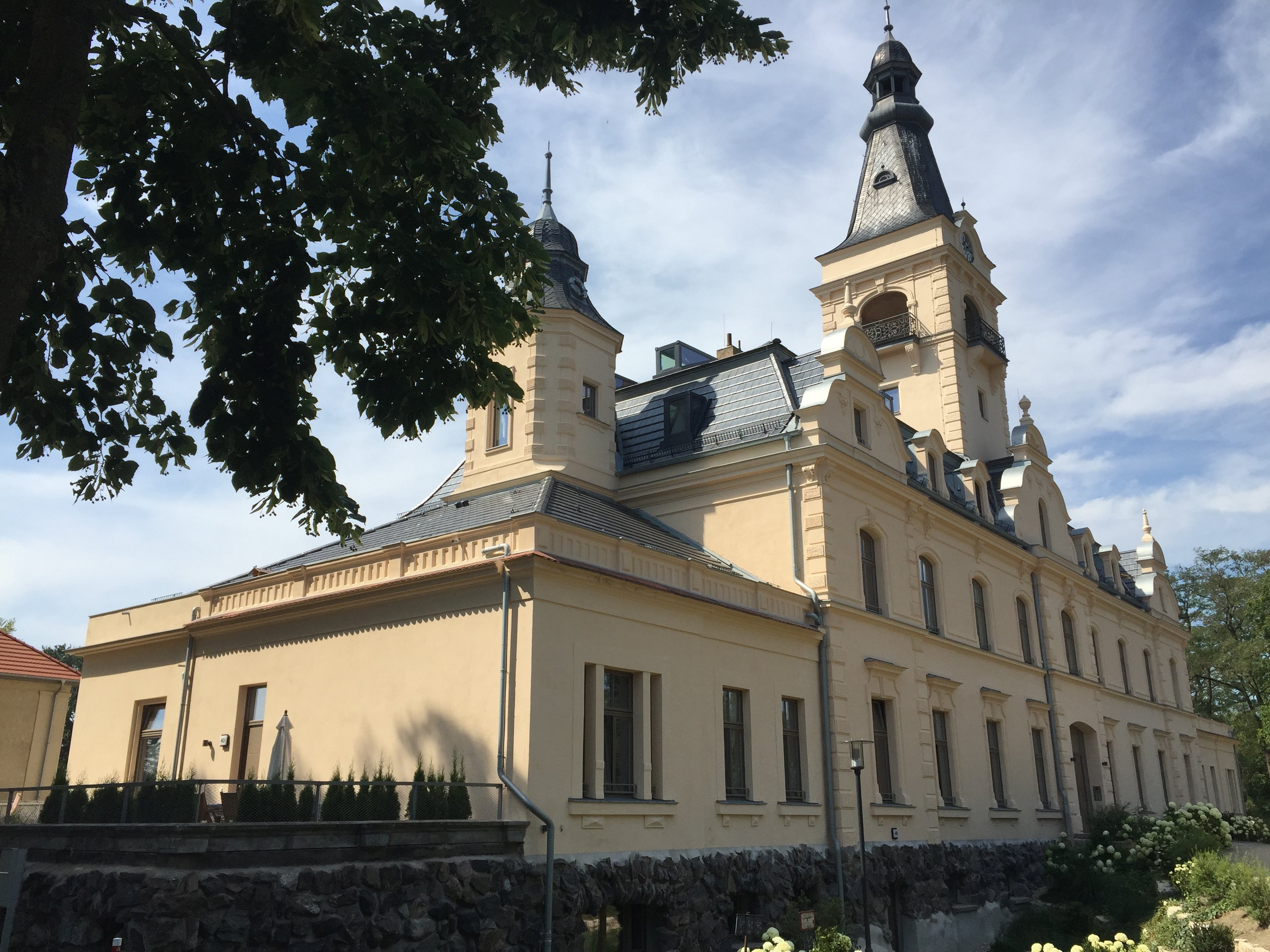
Nordfassade des Schlosses nach der Sanierung (2015).
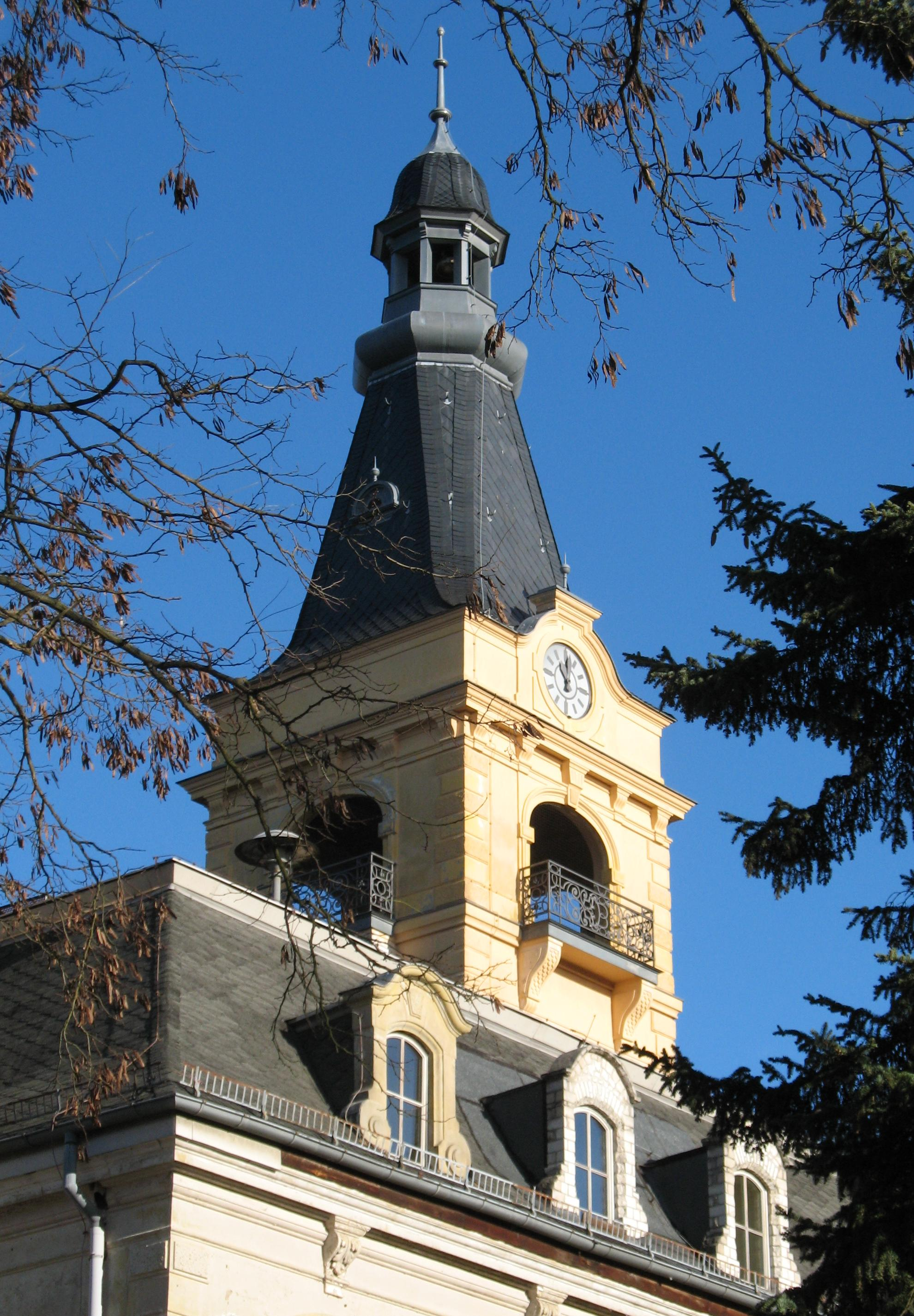
Hauptturm des Schlosses vor der Sanierung (2009).
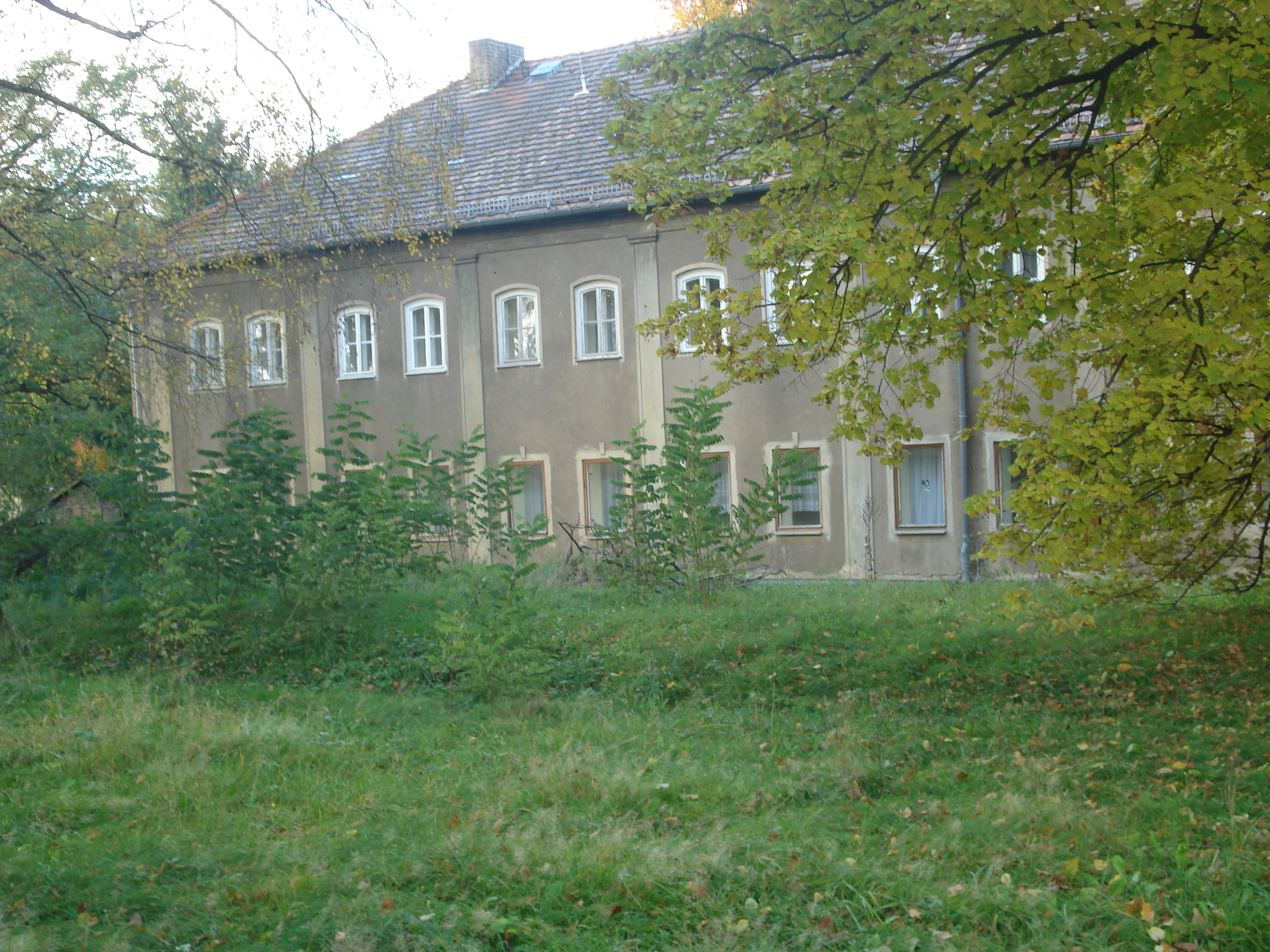
Lehmbau vor der Sanierung (2006).
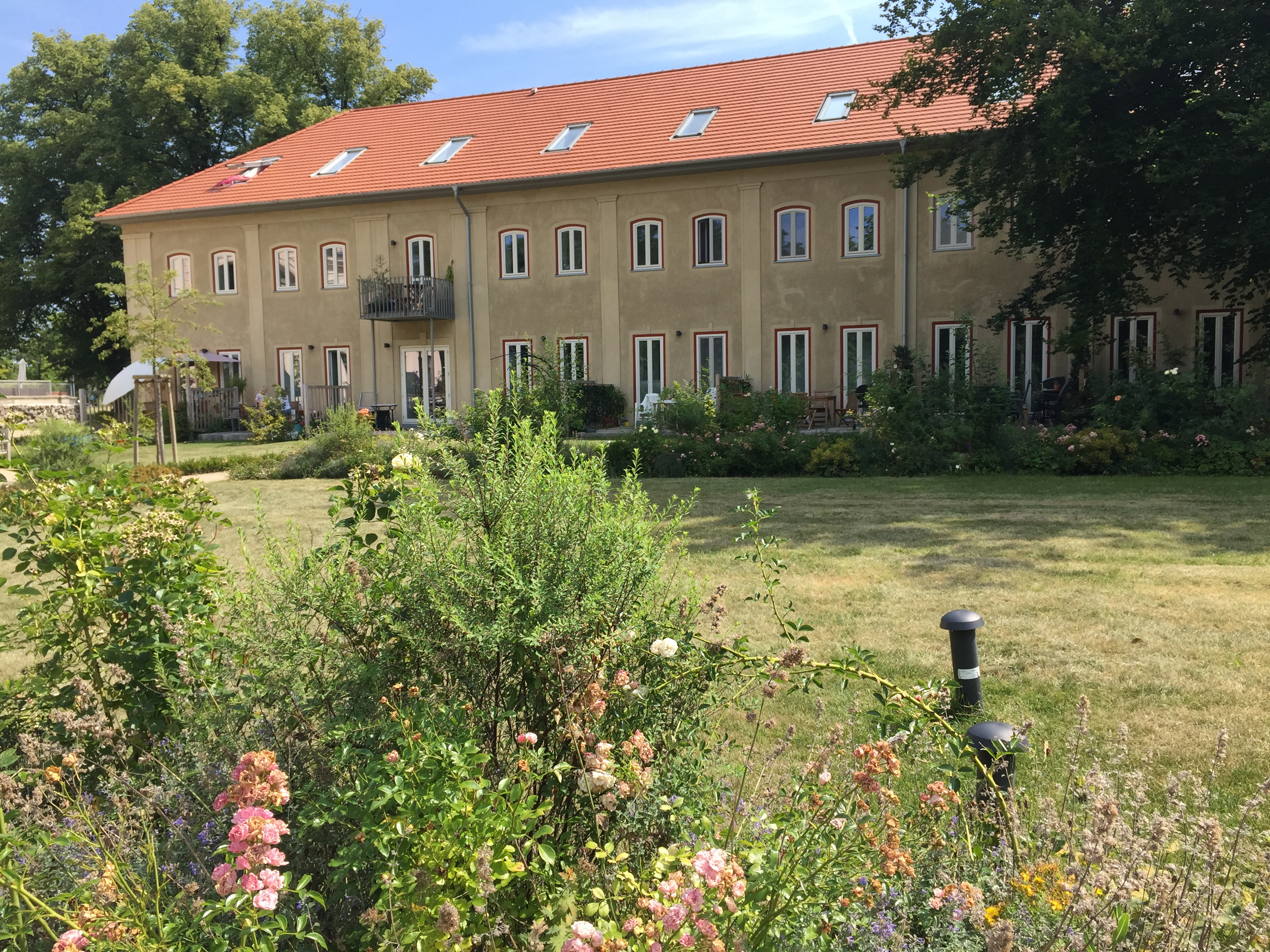
Lehmbau nach der Sanierung (2015).

### Innenräume
Durch die zahlreichen Umbauten und Änderungen der Nutzungen war 2010 von den historischen Innenräumen des Schlosses nichts mehr vorhanden. Um die Räumlichkeiten bestmöglich zu nutzen, wurden im Zuge der Sanierung Wohnungen verschiedener Art und Zuschnitts eingebaut, darunter Maisonetten und Split-Level-Einheiten, bei denen die Wohnebenen um etwa eine halbe Etage versetzt sind. Die ehemals offene Vorhalle zum südlichen Schlosspark wurde zweigeschossig ausgebaut und mit einer Glasfront versehen. Ferner wurden neue Treppenanlagen und ein Aufzug eingebaut; im Keller entstanden ein Weinkeller, eine Sauna und ein Fitnessraum.
Der Lehmbau wurde in der Art eines Reihenhauses in neun voneinander getrennte Wohneinheiten mit je zwei Stockwerken und privaten Zugängen geteilt.